# Juniorvärldsmästerskapen i konstsim 2004
Juniorvärldsmästerskapen i konstsim 2004 arrangerades mellan den 21 och 25 juli 2004 i Moskva i Ryssland. Det var den nionde upplagan av juniorvärldsmästerskapen i konstsim.

## Resultat
| Gren                 | Guld | Guld   | Silver | Silver | Brons                                                                                                 | Brons  |
| Solo                 | Natalja Isjtjenko Ryssland | 89,902 | Christina Jones USA | 86,346 | Élise Marcotte Kanada                                                                                 | 84,599 |
| Par                  | Ryssland Aleksandra Jeltjinova Svetlana Romasjina | 88,431 | USA Christina Jones Annabelle Orme | 85,086 | Japan Chisa Ichikawa Takako Konishi                                                                   | 84,386 |
| Lag                  | Ryssland Jekaterina Jefremova Aleksandra Jeltjinova Svetlana Romasjina Veronika Fedulova Julija Sjepeleva Anastasija Gritsenko Jelizaveta Stepanova Natalja Isjtjenko Darja Litvinova Anna Nasekina* | 87,346 | Japan Yukako Kobayashi Chisa Kobayashi Chisa Ichikawa Takako Konishi Maya Kimura Saya Kimura Mai Kinoshita Mai Yamamoto Kana Emoto* Saki Fujise* | 84,181 | Kina Chang Si Yuan Wenjing Liu Ou Zhong Ni Luo Xi Niu Yuchan Shi Xin Wu Yiwen Sun Wenyan* Zhang Qian* | 83,730 |
| Fri kombination, lag | Ryssland Jekaterina Jefremova Anna Nasekina Aleksandra Jeltjinova Svetlana Romasjina Veronika Fedulova Julija Sjepeleva Anastasija Gritsenko Jelizaveta Stepanova Natalja Isjtjenko Darja Litvinova  | 96,600 | Japan Kana Emoto Yukako Kobayashi Saki Fujise Chisa Kobayashi Chisa Ichikawa Takako Konishi Maya Kimura Saya Kimura Mai Kinoshita                | 94,900 | Kina Chang Si Yuan Wenjing Liu Ou Zhong Ni Luo Xi Niu Yuchan Shi Xin Wu Yiwen Sun Wenyan* Zhang Qian* | 94,000 |

* Reserv

## Medaljtabell
| Nr                  | Nation              | Guld | Silver | Brons | Totalt |
| ------------------- | ------------------- | ---- | ------ | ----- | ------ |
| 1                   | Ryssland (RUS)      | 4    | 0      | 0     | 4      |
| 2                   | Japan (JPN)         | 0    | 2      | 1     | 3      |
| 3                   | USA (USA)           | 0    | 2      | 0     | 2      |
| 4                   | Kina (CHN)          | 0    | 0      | 2     | 2      |
| 5                   | Kanada (CAN)        | 0    | 0      | 1     | 1      |
| Totalt (5 nationer) | Totalt (5 nationer) | 4    | 4      | 4     | 12     |

## Deltagande nationer
- Australien
- Belarus
- Brasilien
- Costa Rica
- Egypten
- Frankrike
- Grekland
- Israel
- Italien
- Japan
- Kanada
- Kazakstan
- Kina
- Macao
- Malaysia
- Mexiko
- Nederländerna
- Portugal
- Ryssland
- Schweiz
- Serbien och Montenegro
- Slovakien
- Spanien
- Storbritannien
- Thailand
- Tyskland
- Ukraina
- USA
- Uzbekistan
- Österrike